# 国太桥乡
国太桥乡，是中华人民共和国湖南省张家界市慈利县下辖的一个乡镇级行政单位。

## 行政区划
国太桥乡下辖以下地区：
国太桥社区、星明村、磷矿村、广口村、雷岩村、双合村、道街村、杨坪村、白鹤村、凤鹤村和新源村。